# TSV Fortitudo Gossau
Maillots
Actualités
Dernière mise à jour : 28 septembre 2014.
Le TSV Fortitudo Gossau est un club de handball, situé à Gossau en Suisse, évoluant en SHL.

## Histoire
- ?: Fondation du TSV Fortitudo Gossau.
- 2011: Le club est termine huitième de la Swiss Handball League.
- 2012: Le club est termine dixième de la Swiss Handball League.
- 2013: Le club est termine septième de la Swiss Handball League.
- 2014: Le club est termine huitième de la Swiss Handball League.

## Identité visuelle

Actuellement